# Шантажист (фильм)
«Шантажист» — советская драма 1987 года режиссёра Валерия Курыкина по сценарию Эдуарда Володарского. Снят Первым творческим объединением киностудии «Мосфильм». В широкий прокат картина вышла 28 января 1988 года.
Фильм о конфликте старых друзей Миши Рубцова и Гены Куликова, который заканчивается трагически. В 1988 году фильм получил специальный приз жюри XVIII Международного кинофестиваля детских и юношеских фильмов в Джиффони (Италия).

## Сюжет
Главные герои — девятиклассники Михаил Рубцов и Геннадий Куликов, которые дружат с детства. Генка из состоятельной полной семьи, Миша выращен матерью-одиночкой и, желая накопить денег на мотоцикл, активно подрабатывает фотографом. Генка, не имея водительских прав, решает покатать свою одноклассницу Аню (к которой неравнодушен) на машине её отца и разбивает её. На ремонт нужны немалые деньги. Миша отдаёт заработанные на фотографиях деньги друзьям, но их не хватает, и тогда Генка крадёт дорогую кинокамеру из школьной фотостудии (где занимается Миша), чтобы её продать. Отец Генки Валерий обнаруживает камеру и, выпытав всё у сына, приходит в ярость. Не желая вешать на Генку клеймо вора, он заставляет того избавиться от камеры, выбросив её в пруд, после чего он всё-таки даёт сыну деньги на ремонт машины. Тем временем в школе идёт разбирательство по поводу исчезновения камеры.
Машина починена, Аня в радости и называет Гену «настоящим мужчиной», из-за чего между Генкой и Мишей внезапно пробегает большая трещина после того, как последний узнаёт, что деньги на ремонт дал его отец (так как это не красит Генку как настоящего мужчину). Из-за их ссоры у Генки портятся отношения с Аней. Ему с трудом удаётся помириться с Мишей, однако отношения вновь рушатся, когда Генка, не выдержав, признаётся другу, куда на самом деле делась камера и почему отец дал денег на ремонт. Тем временем в школе идёт родительское собрание, на котором размышляют, по какой причине понадобилось красть камеру. К несчастью, мать Миши, Аглая случайно говорит, что не следует так сильно заострять внимание на распутстве современной молодёжи, потому что они, их родители, в их возрасте были точно такими же. Ей тут же возражает Валерий Куликов, который чуть ли не в открытую обвиняет женщину в том, что дружба её Миши с его сыном отрицательно сказывается на последнем, а затем и вовсе оскорбляет заявлением, что причина распутного поведения кроется в таких родителях, как она. В качестве аргумента он называет тот факт, что, поскольку она работает гримёршей, к ним в гости постоянно приходят артисты и актёры, которым не чужд мир богемы. Из-за этого Аглая убегает из класса в слезах, а сам Миша с каменным лицом наблюдает за этой сценой (после занятия в студии он остался в школе, чтобы подождать её и слышал, о чём говорили на собрании).
И хотя мать всегда учила его никогда не отвечать злом на зло, Миша, не выдержав, приходит к Генке на дом, когда там только Валерий, и начинает его шантажировать украденной камерой (дело в том, что её пропажей уже занимается милиция), требуя взамен оплатить её стоимость. Из-за вновь обрушившейся проблемы Валерий срывается на сына, дав ему пощёчину, когда тот приходит домой, но ничего ему не говорит. Затем он приходит к Рубцовым домой, чтобы извиниться перед Аглаей, так как думает, что это она надоумила сына на шантаж. Но, видя её недоуменную реакцию, он понимает, что она тут совершенно ни при чём, и уходит, ничего ей не рассказав. Гена после ссоры с отцом не ночует дома. Валерий занимается его поисками, находит его гуляющим у Патриарших прудов и объясняет, почему он его ударил. Гена впадает в ярость и бежит домой, где берёт отцовское ружье. В это время Миша объясняет матери, почему отец Гены извинился перед ней, мать называет сына подлецом. Тут им звонит Гена и требует, чтобы Миша вышел на улицу.
Миша идёт по тёмному двору, когда за его спиной неожиданно появляется Гена с ружьём и обвиняет Мишу в предательстве. Он направляет на него ствол, но Миша неожиданно со спокойным выражением лица идёт ему навстречу. Гена пугается и просит его остановиться, но Миша всё равно подходит. Когда он подходит к нему вплотную, Гена уже скорее от страха, чем намеренно, нажимает на спусковой крючок. Гремит выстрел, Миша вздрагивает, но не показано, ранен он или нет. Фильм завершается демонстрацией фотографий детей.

## В ролях
- Михаил Ефремов — Михаил Рубцов[1][2]
- Андрей Тихомирнов — Геннадий Куликов
- Нина Гомиашвили — Аня
- Александр Ширвиндт — Валерий Юрьевич Куликов, отец Гены
- Марина Старых — Аглая Антоновна Рубцова, мать Миши
- Валентина Титова — Елена Куликова, мать Гены
- Леонид Куравлёв — Фёдор Семёнович, друг Аглаи Антоновны Рубцовой, актёр
- Сергей Гармаш — Яков Павлович, учитель истории, классный руководитель
- Георгий Крамеров — Сергей Матвеевич, руководитель фотостудии
- Ирина Губанова — директор школы
- Валерий Афанасьев — Димка-жестянщик, ремонтник автомобилей
- Николай Корноухов — Григорий Кузьмич, сторож на автостоянке
- Константин Михайлов — танцор брейк-данса[4]
- В фильме принимала участие рок-группа «Телефон» под руководством Александра Щербинина[1]

## Съёмочная группа
- Автор сценария: Эдуард Володарский[1]
- Режиссёр-постановщик: Валерий Курыкин
- Оператор-постановщик: Игорь Черных
- Художник-постановщик: Наталья Мешкова
- Композитор: Александр Вустин
- Звукооператор: Александр Цыганков
- Директор картины: Валентина Зайцева
- Государственный симфонический оркестр кинематографии. Дирижёр: Константин Кримец

## Критика
В 1988 году в февральском номере журнала «Спутник кинозрителя» кинокритик Елена Плахова отметила, что после просмотра фильма невольно появляется ощущение, что мы всё это уже где-то видели, только в более художественном исполнении: то ли у Абдрашитова в «Плюмбуме…», то ли у Цабадзе в «Пятне».